# Панфилово (Тутаевский район)
На территории Тутаевского района существовала ещё одна деревня Панфилово, которая находилась на расстоянии около 1 км к западу от деревни Саблуково. Она указана на топографических и на современных цифровых картах, но её нет в документах администрации.
Панфилово — деревня Фоминского сельского округа Константиновского сельского поселения Тутаевского района Ярославской области .
Деревня находится в центре сельского поселения, к юго-востоку от Тутаева и непосредственно на южной окраине посёлка Константиновский. Она расположена  на расстоянии около 1 км с восточной стороны от федеральной трассы Р151 Ярославль—Тутаев, южнее неё проходит короткая дорога, связывающая с этой трассой посёлок Константиновский и железнодорожная ветка промышленного назначения, следующая к нефтеперерабатывающему заводу, расположенному к востоку от деревни. Деревня стоит на левом западном высоком берегу реки Печегда, которая протекает в глубокой долине, а на противоположном правом берегу находится завод .
Деревня указана на плане Генерального межевания Борисоглебского уезда 1792 года. В 1825 Борисоглебский уезд был объединён с Романовским уездом. По сведениям 1859 года деревня относилась к Романово-Борисоглебскому уезду .
На 1 января 2007 года в деревне Панфилово числилось 7 постоянных жителей . По карте 1975 г. в деревне жил 21 человек. Почтовое отделение, находящееся в посёлке Константиновский, обслуживает в деревне 19 владений .